# Replication protein A
Replication protein A (förkortat RPA) är ett protein som binder till enkelsträngat DNA (ssDNA) i eukaryota celler. In vitro visar RPA en mycket högre affinitet för ssDNA än RNA eller dubbelsträngat DNA. Som namnet antyder behövs detta under replikationen men RPA deltar även i DNA-repair (NER) och vid homolog rekombination. RPA:s uppgift är att hindra ssDNA från att binda till sig själv.

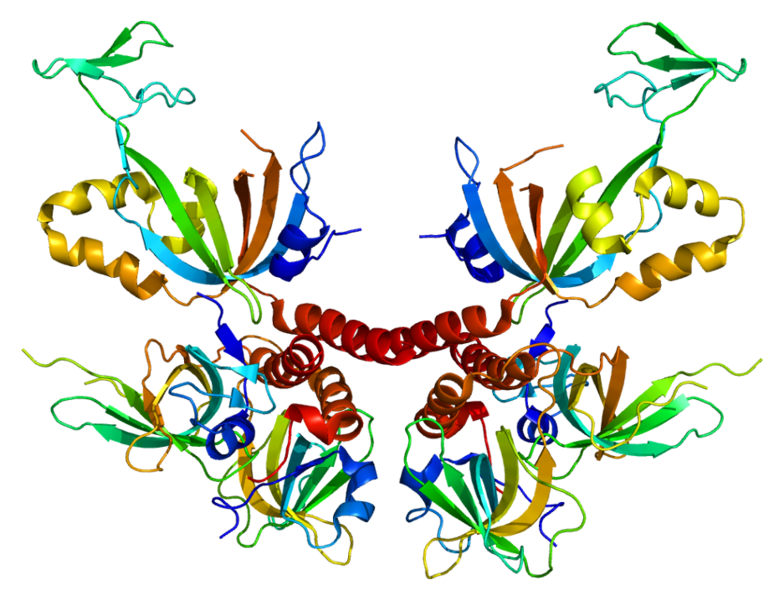
Detta är en bild av mänskligt replikationsprotein A. Från PDB : 1L1O Proteopedia protein A Replikationsprotein A

## Struktur

Steg i DNA-syntes, med RPA visat

RPA är en heterotrimer, sammansatt av underenheterna RPA1 (RPA70) (70kDa underenhet), RPA2 (RPA32) (32kDa underenhet) och RPA3 (RPA14) (14kDa underenhet). De tre RPA-underenheterna innehåller sex OB-veck (oligonukleotid/oligosackaridbindning), med DNA-bindande domäner (DBD) betecknade DBDs AF, som binder RPA till enkelsträngat DNA.
DBD:erna A, B, C och F är placerade på RPA1, DBD D finns på RPA2 och DBD E finns på RPA3. DBDs C, D och E utgör trimeriseringskärnan av proteinet med flexibla länkregioner som förbinder dem alla tillsammans. På grund av dessa flexibla länkregioner anses RPA vara mycket flexibel och detta stöder den dynamiska bindning som RPA kan uppnå. På grund av denna dynamiska bindning är RPA också kapabel till olika konformationer som leder till ett varierat antal nukleotider som det kan engagera.
DBDs A, B, C och D är de platser som är involverade i ssDNA-bindning. Protein-protein-interaktioner mellan RPA och andra proteiner sker vid N-terminalen av RPA1, specifikt DBD F, tillsammans med C-terminalen av RPA2. Fosforylering av RPA äger rum vid N-terminalen av RPA2.
RPA delar många egenskaper med CST-komplex heterotrimer, även om RPA har en mer enhetlig 1:1:1 stökiometri.

## Funktioner
Under DNA-replikation förhindrar RPA enkelsträngat DNA (ssDNA) från att lindas tillbaka på sig självt eller från att bilda sekundära strukturer. Det hjälper också till att skydda ssDNA från att attackeras av endonukleaser. Detta håller DNA avrullat för polymeraset att replikera det. RPA binder också till ssDNA under den initiala fasen av homolog rekombination, en viktig process vid DNA-reparation och profas I av meios.
Överkänslighet mot DNA-skadande ämnen kan orsakas av mutationer i RPA-genen. Liksom dess roll i DNA-replikation, hindrar detta ssDNA från att binda till sig självt (självkomplementerande) så att det resulterande nukleoproteinfilamentet sedan kan bindas av Rad51 och dess kofaktorer.
RPA binder också till DNA under reparationsprocessen för nukleotidexcision. Denna bindning stabiliserar reparationskomplexet under reparationsprocessen. En bakteriell homolog kallas enkelsträngat bindande protein (SSB).